# Ellerstadt
Ellerstadt là một đô thị thuộc huyện Bad Dürkheim, trong bang Rheinland-Pfalz, phía tây nước Đức. Đô thị Ellerstadt có diện tích 6,34 km², dân số thời điểm ngày 31 tháng 12 năm 2006 là 2255 người.